# Suore della carità di Nostra Signora della Mercede
Le Suore della Carità di Nostra Signora della Mercede (in latino Congregatio Sororum a Caritate B.M.V. de Mercede; in spagnolo Hermanas de la Caridad de Ntra. Sra. de las Mercedes) sono un istituto religioso femminile di diritto pontificio: i membri di questa congregazione, dette comunemente Mercedarie della Carità, pospongono al loro nome la sigla M.C.

## Storia
La congregazione venne fondata a Malaga il 16 marzo 1878 dal sacerdote spagnolo Juan Nepomuceno Zegrí y Moreno (1831-1905) per l'esercizio di tutte le opere di carità, specialmente a favore dei più poveri.
L'istituto, aggregato all'Ordine della Mercede dal 9 giugno 1878, ricevette il pontificio decreto di lode da papa Leone XIII il 25 settembre 1900 e le sue costituzioni vennero approvate definitivamente dalla Santa Sede il 24 aprile 1901.
Il 9 novembre del 2003 papa Giovanni Paolo II ne ha beatificato il fondatore.

## Attività e diffusione
Le Mercedarie della Carità svolgono oggi la loro opera di assistenza particolarmente verso i bambini e gli anziani abbandonati, i malati, le famiglie disgregate, i carcerati, i migranti e i rifugiati.
Sono presenti in Angola, Argentina, Brasile, Colombia, Corea del Sud, India, Italia, Perù, Repubblica Dominicana e Spagna. La sede generalizia è a Roma.
Al 31 dicembre 2005, la congregazione contava 1.234 religiose in 156 case.